# Thyridanthrax heliocheili
Thyridanthrax heliocheili är en tvåvingeart som beskrevs av Greathead 1991. Thyridanthrax heliocheili ingår i släktet Thyridanthrax och familjen svävflugor.
Artens utbredningsområde är Mali. Inga underarter finns listade i Catalogue of Life.